# Associazione Sportiva Taranto 1976-1977
Questa voce raccoglie le informazioni riguardanti l'Associazione Sportiva Taranto nelle competizioni ufficiali della stagione 1976-1977.

## Rosa
| N. |                   | Ruolo | Calciatore               |
| -- | ----------------- | ----- | ------------------------ |
|    | Italia (bandiera) | D     | Mario Biondi             |
|    | Italia (bandiera) | C     | Ermanno Bosetti          |
|    | Italia (bandiera) | D     | Adriano Capra            |
|    | Italia (bandiera) | C     | Federico Caputi          |
|    | Italia (bandiera) | D     | Rodolfo Cimenti          |
|    | Italia (bandiera) | P     | Gianfranco Degli Schiavi |
|    | Italia (bandiera) | C     | Giorgio Fanti            |
|    | Italia (bandiera) | D     | Sergio Giovannone        |
|    | Italia (bandiera) | A     | Giuseppe Giove           |
|    | Italia (bandiera) | A     | Graziano Gori            |

| N. |                   | Ruolo | Calciatore        |
| -- | ----------------- | ----- | ----------------- |
|    | Italia (bandiera) | A     | Erasmo Iacovone   |
|    | Italia (bandiera) | A     | Carlo Jacomuzzi   |
|    | Italia (bandiera) | D     | Giorgio Nardello  |
|    | Italia (bandiera) | C     | Ivan Romanzini    |
|    | Italia (bandiera) | A     | Giorgio Scalcon   |
|    | Italia (bandiera) | C     | Franco Selvaggi   |
|    | Italia (bandiera) | D     | Ubaldo Spanio     |
|    | Italia (bandiera) | A     | Alessandro Turini |
|    | Italia (bandiera) | P     | Raffaele Trentini |

## Risultati

### Serie B

#### Girone di andata
| 26 settembre 1976 1ª giornata | Taranto | 1 – 1 | Atalanta |  |

| 3 ottobre 1976 2ª giornata | Palermo | 0 – 0 | Taranto |  |

| 10 ottobre 1976 3ª giornata | Taranto | 2 – 0 | Sambenedettese |  |

| 17 ottobre 1976 4ª giornata | Como | 2 – 0 | Taranto |  |

| 24 ottobre 1976 5ª giornata | Taranto | 1 – 0 | SPAL |  |

| 31 ottobre 1976 6ª giornata | Novara | 1 – 1 | Taranto |  |

| 7 novembre 1976 7ª giornata | Taranto | 2 – 1 | Lecce |  |

| 14 novembre 1976 8ª giornata | Pescara | 1 – 1 | Taranto |  |

| 21 novembre 1976 9ª giornata | Taranto | 0 – 0 | Lanerossi Vicenza |  |

| 28 novembre 1976 10ª giornata | Rimini | 2 – 0 | Taranto |  |

| 5 dicembre 1976 11ª giornata | Taranto | 1 – 0 | Modena |  |

| 12 dicembre 1976 12ª giornata | Catania | 1 – 0 | Taranto |  |

| 19 dicembre 1976 13ª giornata | Taranto | 0 – 0 | Monza |  |

| 2 gennaio 1977 14ª giornata | Ternana | 1 – 0 | Taranto |  |

| 9 gennaio 1977 15ª giornata | Brescia | 1 – 0 | Taranto |  |

| 16 gennaio 1977 16ª giornata | Taranto | 2 – 1 | Cagliari |  |

| 23 gennaio 1977 17ª giornata | Avellino | 1 – 0 | Taranto |  |

| 30 gennaio 1977 18ª giornata | Taranto | 2 – 1 | Ascoli |  |

| 6 febbraio 1977 19ª giornata | Varese | 0 – 0 | Taranto |  |

#### Girone di ritorno
| 13 febbraio 1977 20ª giornata | Atalanta | 2 – 0 | Taranto |  |

| 20 febbraio 1977 21ª giornata | Taranto | 3 – 1 | Palermo |  |

| 27 febbraio 1977 22ª giornata | Sambenedettese | 2 – 1 | Taranto |  |

| 6 marzo 1977 23ª giornata | Taranto | 1 – 0 | Como |  |

| 13 marzo 1977 24ª giornata | SPAL | 1 – 0 | Taranto |  |

| 20 marzo 1977 25ª giornata | Taranto | 3 – 0 | Novara |  |

| 27 marzo 1977 26ª giornata | Lecce | 1 – 0 | Taranto |  |

| 3 aprile 1977 27ª giornata | Taranto | 0 – 2 | Pescara |  |

| 11 aprile 1977 28ª giornata | Lanerossi Vicenza | 0 – 0 | Taranto |  |

| 17 aprile 1977 29ª giornata | Taranto | 1 – 0 | Rimini |  |

| 24 aprile 1977 30ª giornata | Modena | 1 – 1 | Taranto |  |

| 1 maggio 1977 31ª giornata | Taranto | 1 – 1 | Catania |  |

| 8 maggio 1977 32ª giornata | Monza | 2 – 1 | Taranto |  |

| 15 maggio 1977 33ª giornata | Taranto | 3 – 1 | Ternana |  |

| 22 maggio 1977 34ª giornata | Taranto | 0 – 0 | Brescia |  |

| 29 maggio 1977 35ª giornata | Cagliari | 2 – 1 | Taranto |  |

| 5 giugno 1977 36ª giornata | Taranto | 2 – 0 | Avellino |  |

| 12 giugno 1977 37ª giornata | Ascoli | 0 – 0 | Taranto |  |

| 19 giugno 1977 38ª giornata | Taranto | 1 – 1 | Varese |  |

## Statistiche

### Statistiche di squadra
| Competizione | Punti | In casa | In casa | In casa | In casa | In casa | In casa | In trasferta | In trasferta | In trasferta | In trasferta | In trasferta | In trasferta | Totale | Totale | Totale | Totale | Totale | Totale | DR |
| Competizione | Punti | G       | V       | N       | P       | Gf      | Gs      | G            | V            | N            | P            | Gf           | Gs           | G      | V      | N      | P      | Gf     | Gs     | DR |
| ------------ | ----- | ------- | ------- | ------- | ------- | ------- | ------- | ------------ | ------------ | ------------ | ------------ | ------------ | ------------ | ------ | ------ | ------ | ------ | ------ | ------ | -- |
| Serie B      | 37    | 19      | 12      | 6       | 1       | 26      | 10      | 19           | 0            | 7            | 12           | 6            | 21           | 38     | 12     | 13     | 13     | 32     | 31     | +1 |
| Coppa Italia | 2     | 2       | 0       | 1       | 1       | 1       | 2       | 2            | 0            | 1            | 1            | 1            | 3            | 4      | 0      | 2      | 2      | 2      | 5      | -3 |
| Totale       |       | 21      | 12      | 7       | 2       | 27      | 12      | 21           | 0            | 8            | 13           | 7            | 24           | 42     | 12     | 15     | 15     | 34     | 36     | -2 |

### Statistiche dei giocatori
| Giocatore        | Serie B  | Serie B | Serie B     | Serie B    | Coppa Italia | Coppa Italia | Coppa Italia | Coppa Italia | Totale   | Totale | Totale      | Totale     |
| Giocatore        | Presenze | Reti    | Ammonizioni | Espulsioni | Presenze     | Reti         | Ammonizioni  | Espulsioni   | Presenze | Reti   | Ammonizioni | Espulsioni |
| ---------------- | -------- | ------- | ----------- | ---------- | ------------ | ------------ | ------------ | ------------ | -------- | ------ | ----------- | ---------- |
| M. Biondi        | 6        | 0       | ?           | ?          | ?            | ?            | ?            | ?            | 6+       | 0+     | ?           | ?          |
| E. Bosetti       | 21       | 0       | ?           | ?          | ?            | ?            | ?            | ?            | 21+      | 0+     | ?           | ?          |
| A. Capra         | 36       | 0       | ?           | ?          | ?            | ?            | ?            | ?            | 36+      | 0+     | ?           | ?          |
| F. Caputi        | 13       | 0       | ?           | ?          | ?            | ?            | ?            | ?            | 13+      | 0+     | ?           | ?          |
| R. Cimenti       | 31       | 0       | ?           | ?          | ?            | ?            | ?            | ?            | 31+      | 0+     | ?           | ?          |
| G. Degli Schiavi | 20       | -14     | ?           | ?          | ?            | ?            | ?            | ?            | 20+      | -14+   | ?           | ?          |
| G. Fanti         | 35       | 0       | ?           | ?          | ?            | ?            | ?            | ?            | 35+      | 0+     | ?           | ?          |
| S. Giovannone    | 27       | 0       | ?           | ?          | ?            | ?            | ?            | ?            | 27+      | 0+     | ?           | ?          |
| G. Giove         | 1        | 0       | ?           | ?          | ?            | ?            | ?            | ?            | 1+       | 0+     | ?           | ?          |
| G. Gori          | 34       | 6       | ?           | ?          | ?            | ?            | ?            | ?            | 34+      | 6+     | ?           | ?          |
| E. Iacovone      | 27       | 8       | ?           | ?          | ?            | ?            | ?            | ?            | 27+      | 8+     | ?           | ?          |
| C. Jacomuzzi     | 28       | 4       | ?           | ?          | ?            | ?            | ?            | ?            | 28+      | 4+     | ?           | ?          |
| G. Nardello      | 36       | 1       | ?           | ?          | ?            | ?            | ?            | ?            | 36+      | 1+     | ?           | ?          |
| I. Romanzini     | 36       | 2       | ?           | ?          | ?            | ?            | ?            | ?            | 36+      | 2+     | ?           | ?          |
| G. Scalcon       | 1        | 0       | ?           | ?          | ?            | ?            | ?            | ?            | 1+       | 0+     | ?           | ?          |
| F. Selvaggi      | 30       | 7       | ?           | ?          | ?            | ?            | ?            | ?            | 30+      | 7+     | ?           | ?          |
| U. Spanio        | 35       | 0       | ?           | ?          | ?            | ?            | ?            | ?            | 35+      | 0+     | ?           | ?          |
| A. Turini        | 17       | 2       | ?           | ?          | ?            | ?            | ?            | ?            | 17+      | 2+     | ?           | ?          |
| R. Trentini      | 20       | -17     | ?           | ?          | ?            | ?            | ?            | ?            | 20+      | -17+   | ?           | ?          |